# 가면라이더 위저드
《가면라이더 위저드》(일본어: 仮面ライダーウィザード 카멘라이다 위자도[*])는 일본 토에이의 특촬물 헤이세이 가면라이더 시리즈의 14번째 작품으로, 2012년 9월 2일부터 《가면라이더 포제》의 후속으로 TV 아사히에서 방영을 시작했다. 마법사를 컨셉으로 하였고, 주요 소재는 마법이며, 키 아이템은 반지(위저드 링)이다. 2012년 8월 26일 《가면라이더 포제》최종화에서 반지를 끼고 처음 등장하였다.

## 등장인물

### 라이더 측 인물
- 소우마 하루토/위저드(한국명:한수호) 배우-시라이시 슌야(한국성우:장민혁)

- 코요미(한국명:천마리/마리) 배우-오쿠나카 마코토(한국성우:최덕희)

- 와지만 시게루(한국명:왕지만) 배우-오구라 히사히로(한국성우:이장원)

- 나라 슌페이(한국명:나순철) 배우-토츠카 쥰키(한국성우:정주원)

- 다이몬 린코(한국명:문리나) 배우-타카야마 유우코(한국성우:김성연)

- 니토 코우스케/비스트(한국명:이라온) 배우-나가세 타스쿠(한국성우:신용우)

### 하얀 마법사 측 인물
- 후에키 소우/하얀 마법사(한국명:천백현/백마법사) 배우-타카시나 토시츠구(한국성우:이봉준)

- 이나모리 마유/스페셜(한국명:차유미) 배우-나카야마 에리나(한국성우:김연우)

- 이지마 유즈루/블리자드(한국명:유준우) 배우-소마 신타(한국성우:곽규미)

- 야마모토 마사히로/썬더(한국명:이창훈) 배우-카와구치 신고(한국성우:이현)

### 국가 안전국 0과
- 키사키 마사노리(한국명:차도진) 배우-키와노 나오키(한국성우:신경선)

### 팬텀 / 악남,악녀
- 와이즈맨 성우-후루카와 토시오(힌국성우:이봉준)

- 이나모리 미사/메두사(한국명:차세미) 배우-나카야마 에리나(한국성우:김연우)

- 후지타 유우고/피닉스(한국명:현태양) 배우-아츠미 (한국성우:이인석)

- 타키가와 소라/그렘린(한국명:권하늘) 배우-마에야마 타카히사 (한국성우:변현우)

## 주제가
오프닝
life is showtime - 노래 키류인 쇼(日)/정주원(韓)